# Irene Prüfer Leske

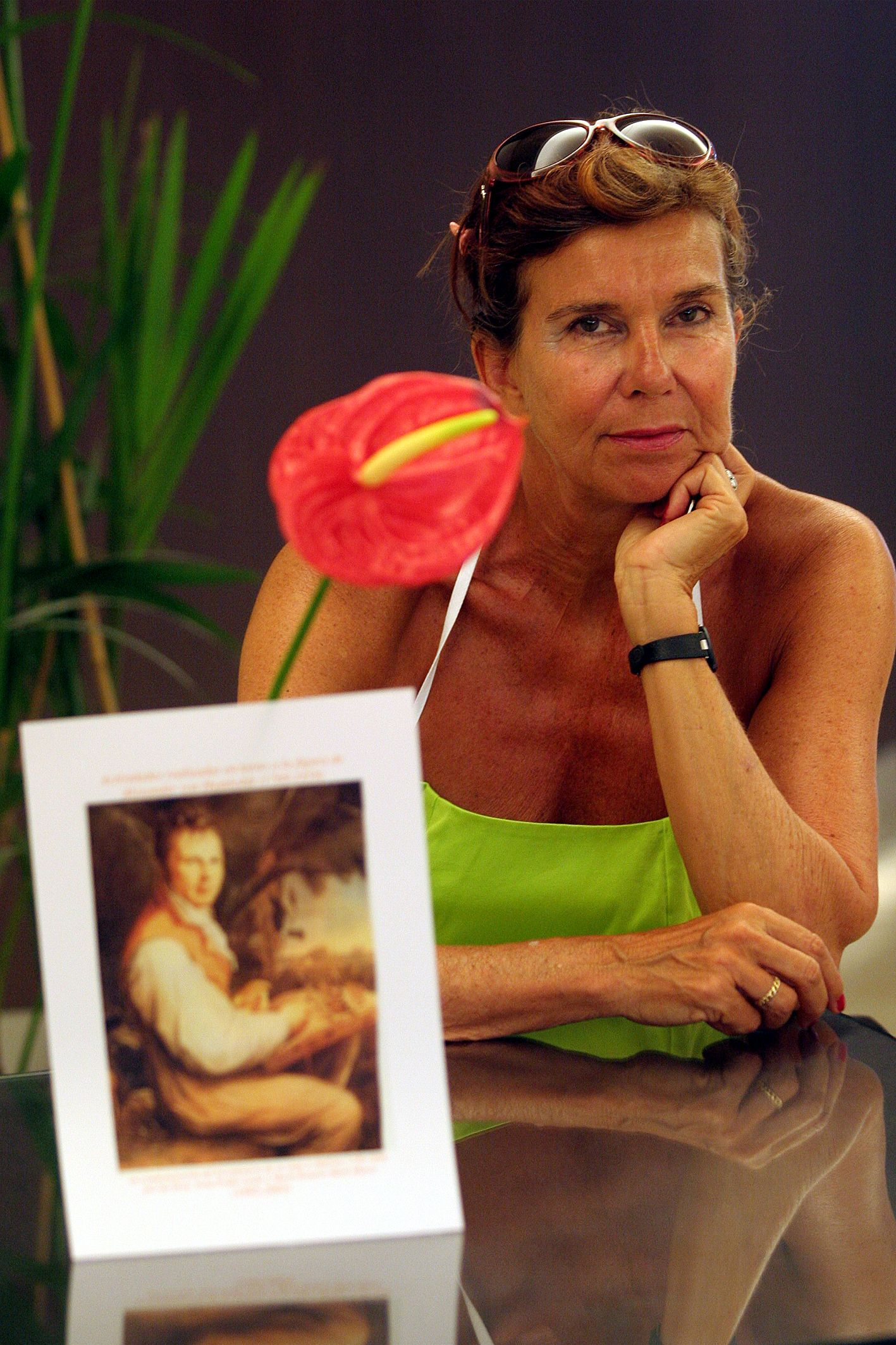
Irene Prüfer Leske bei einem Interview anlässlich der Gründung der Asociación Alexander von Humboldt in Alicante, Spanien.

Irene Prüfer Leske (* 1944) ist eine spanische Sprach- und Übersetzungswissenschaftlerin mit deutscher Herkunft. Sie lehrt und forscht als Professorin an der philosophischen und geisteswissenschaftlichen Fakultät der Universität Alicante im Fachbereich Übersetzen und Dolmetschen.

## Leben
Irene Prüfer Leske schloss im März 1969 an der Universität Heidelberg ein Studium der Romanistik und Germanistik ab. Danach war sie von 1970 bis 1975 in Argentinien und von 1975 bis 1993 als Übersetzerin, Dolmetscherin und Deutschlehrerin tätig.
1985 erlangte sie an der Universität Valencia die Licenciatura in Anglogermanistik. Mit ihrer Dissertation La traducción de las partículas modales del alemán al español y al inglés („Die Übersetzung der deutschen Modalpartikeln ins Spanische und Englische“) erlangte sie im September 1993 den Doktortitel in Anglistik an der Universität Alicante, wo sie seit 1994 als ordentliche Professorin im Fachbereich Übersetzen und Dolmetschen lehrt und forscht und die Sektion Deutsch gründete. Sie absolvierte mehrmonatige Forschungsaufenthalte und Gastdozenturen an verschiedenen Universitäten Deutschlands und Lateinamerikas sowie an der Internationalen Jugendbibliothek Schloss Blutenburg. Neben ihrer Arbeit als Professorin, Organisatorin internationaler Symposien und von Masterstudiengängen im DaF-Bereich an der Universität Alicante ist sie Herausgeberin und Autorin wissenschaftlicher Werke und übersetzt unter anderem in Zusammenarbeit mit ihren Studenten (Kinder-)Literatur.
Im Rahmen ihres Vorsitzes in den gemeinnützigen Vereinen Asociación Alexander von Humboldt und VAMUE (Víctimas del Acoso Moral en las Universidades Españolas) setzt sie sich vor allem für die Verteidigung der Menschenrechte und die Unterstützung von Sklaverei- und Mobbing-Opfern ein.

## Mitgliedschaften und Vorsitze
- Vorstandsmitglied der Asociación Valenciana Pro Erradicación del acoso Psicológico en el Trabajo (AVEAP) (2002–2006)
- Mitgliedschaft in der Asociación Nacional de Investigación de Literatura infantil y juvenil (ANILIJ)
- Vorsitzende des Vereins Víctimas del Acoso Moral en las Universidades Españolas (VAMUE)
- Gründungsmitglied des Instituto Interuniversitario de Lenguas Modernas Aplicadas Valencia / Castellón / Alicante (IULMA) (2004)
- Vorsitzende der Asociación Alexander von Humboldt
- Vorsitzende des Internationalen und Interdisziplinären Kongresses „Alexander von Humboldt et Aimé Bonpland“ Paris 2016[3]
- Organisation und Wissenschaftlicher Beirat im III. Humboldt-Bonpland-Kongress 29.–31. Juli 2019 Asunción (Paraguay)

## Forschungsschwerpunkte
- Kontrastive Linguistik
- Terminologie im Marken- und Patentrecht
- Übersetzung von (Kinder-)Literatur
- Alexander von Humboldt in Kuba und seine heutige Rezeption
- Menschenrechte
- Deutsch als Fremdsprache und Fort- und Ausbildung von Lehrern
- Reiseliteratur deutscher Wissenschaftler in Spanien
- Mobbing

## Publikationen (Auswahl)

### Monographien
- La traducción de las partículas modales del alemán al español y al inglés. Peter Lang, Frankfurt am Main 1995, ISBN 3-631-48259-0.
- Diccionario de la Propiedad Industrial. Wörterbuch des Gewerblichen Rechtsschutzes. Alemán–Español/Español–Alemán. Publicaciones de la Universidad de Alicante, Alicante 1997, ISBN 84-7908-301-8.
- Literary Texts and their Translation from German into Spanish with Special Emphasis on German Modal Particles. Departamento de Filología Inglesa, Alicante 1997, ISBN 84-8499-890-8.
- Alexander von Humboldt y la actualidad de su pensamiento en torno a la naturaleza. Alexander von Humboldt und die Gültigkeit seiner Ansichten der Natur. (Hrsg.) Peter Lang, Bern 2009, ISBN 978-3-03911-770-3.
- Die Kinder der Verschwundenen. Augenzeugenberichte der argentinischen Militärdiktatur (1976–1983) (Hrsg.) Abrazos, Stuttgart 2010, ISBN 978-3-939871-14-9.
- La Traducción literaria. Retos didácticos y profesionales. Editorial ADVANA VIEJA, Valencia 2012, ISBN 978-84-96846-80-7.
- Memoria histórica, identidad y trauma/Erinnerungskulturen, Identität und Trauma. (Hrsg.) Instituto Alicantino de Cultura Juan Gil-Albert, Alicante 2014, ISBN 978-84-7784-661-1.
- Yo acosada, Gürtel en la Universidad, Valencia: Publiberia:ADVANA VIEJA, ISBN 978-84-944629-0-0.

### Aufsätze
- Argentinismen. In: Lebende Sprachen. Vol. 2, 1978, ISSN 1868-0267, S. 71–73.
- Die Gemeinschaftsmarke und ihre Verordnung. La marca comunitaria y su reglamento. Glosario alemán–español. In: Lebende Sprachen. Vol. 2, 1995, ISSN 1868-0267, S. 77–81.
- Tausend und eine Nacht – Geschichten in Bearbeitungen für Kinder- und Jugendbücher im deutschen und spanischen Sprachraum. In: Michael Pfeiffer (Hrsg.): Korrespondenzen: Motive und Autoren in der europäischen Moderne. Idiomas, Madrid 1999, ISBN 84-8141-023-3, S. 330–348.
- Distribución y función de partículas modales alemanas en textos literarios y su posibilidad de traducción al español. In: Martina Emsel/Andreas Hellfayer (Hrsg.): Brückenschlag. Beiträge zur Romanistik und Translatologie. Gerd Wotjak zum 60. Geburtstag. Peter Lang, Frankfurt am Main 2003, ISBN 3-631-50131-5, S. 121–133.
- ¿Hay vida después del acoso? In: Rosario Peña (Hrsg.): Cómo desenmascarar el mobbing en la Administración y en la Empresa. Servidoc, Barcelona 2010, ISBN 978-84-934690-3-0, S. 268–270.
- ¿Qué tienen Papelucho, Celia y Teo en común? Series infantiles desde una perspectiva intercultural. In: Rui Ramos/Ana Fernández Mosquera (Hrsg.): Literatura infantil y juvenil y diversidad cultural. ANILIJ/CIEC, Vigo/Braga 2012, ISBN 978-972-8952-21-1, S. 1–24.
- El viaje científico canario-americano (1799–1804) de Alexander von Humboldt. Diarios y relaciones epistolares y su recepción en la literatura del siglo XXI. In: Brauli Montoya/Antoni Mas (Hrsg.): Studia Linguistica in Honorem Francisco Gimeno Menéndez. Publicaciones de la Universidad de Alicante, Alicante 2013, ISBN 978-84-9717-256-1, S. 829–843.

### Übersetzungen
- Elena Fortún: Celia im Internat. ECU, Alicante 2003, ISBN 84-8454-224-6.
- Alexander von Humboldt: Politischer Essay über die Insel Kuba. ECU, Alicante 2004, ISBN 84-8454-202-5.
- Han Z. Li: Der Seerosenteich: die Reise eines Mädchens vom Lande durch das maoistische China. Edition Noëma, Stuttgart 2008, ISBN 978-3-89821-851-1.
- Dagmar Albrecht: No puedo renegar de mi destino. Albrecht Von Hagen y la conspiración contra Hitler (20-VII-1944). Publicaciones de la Universidad de Alicante, Alicante 2009, ISBN 978-84-9717-082-6.
- Emil Adolf Rossmässler: Recuerdos de un viajero por España. Estudio preliminar, traducción del alemán, índices y edición de Irene Prüfer Leske (Hrsg.), Polifemo, CSIC, Madrid 2010, ISBN 978-84-00-09179-8.
- Humberto López Morales: La lengua española en el mundo actual. Die spanische Sprache in der heutigen Welt. ADVANA VIEJA, Valencia 2012, ISBN 978-84-96846-72-2.
- Marcela Paz: Papelucho. Goloseo, München 2013, ISBN 978-3-944384-03-0.